# Андреевский сельсовет (Оренбургская область)
Андреевский сельсовет — сельское поселение в Курманаевском районе Оренбургской области Российской Федерации.
Административный центр — село Андреевка.

## История
Статус и границы сельского поселения установлены Законом Оренбургской области от 2 сентября 2004 года № 1424/211-III-ОЗ «О наделении муниципальных образований Оренбургской области статусом муниципального района, городского округа, городского поселения, установлении и изменении границ муниципальных образований»
Законом Оренбургской области от 26 июня 2013 года муниципальные образования Андреевский сельсовет и Байгоровский сельсовет преобразованы путём объединения в Андреевский сельсовет с административным центром в селе Андреевка

## Население
| 2010  | 2012  | 2013  | 2014  | 2015  | 2016  | 2017  |
| ----- | ----- | ----- | ----- | ----- | ----- | ----- |
| 1177  | ↘1137 | ↘1096 | ↗1489 | ↘1426 | ↘1409 | ↘1387 |
| 2018  | 2019  | 2020  | 2021  |       |       |       |
| ↘1372 | ↘1349 | ↘1309 | ↘1282 |       |       |       |

## Состав сельского поселения
| № | Населённый пункт | Тип населённого пункта       | Население |
| - | ---------------- | ---------------------------- | --------- |
| 1 | Андреевка        | село, административный центр | 1054      |
| 2 | Байгоровка       | село                         | 174       |
| 3 | Краснояровка     | село                         | 96        |
| 4 | Фёдоровка        | село                         | 175       |
| 5 | Ферапонтовка     | село                         | 123       |